# Damla Çakıroğlu
Damla Çakıroğlu est une joueuse turque de volley-ball née le 22 juin 1994 à Ankara. Elle mesure 1,81 m et joue au poste de réceptionneuse-attaquante. 

## Clubs
| Club                        | De        | À         |
| --------------------------- | --------- | --------- |
| Türk Telekom Ankara         | 2005-2006 | 2008-2009 |
| TVF Spor Lisesi             | 2009-2010 | 2010-2011 |
| TED Ankara Kolejliler       | 2011-2012 | 2012-2013 |
| Sarıyer Belediyesi          | 2013-2014 | 2013-2014 |
| İdmanocağı Spor Kulübü      | 2014-2015 | 2014-2015 |
| Eczacıbaşı İstanbul         | 2015-2016 | 2015-2016 |
| Beylikdüzü Voleybol İhtisas | 2016-2017 | 2016-2017 |
| Fenerbahçe İstanbul         | 2017-2018 | …         |

## Palmarès

### Équipe nationale
- Championnat d'Europe des moins de 18 ans
  - Vainqueur : 2011.
- Championnat du monde des moins de 18 ans
  - Vainqueur : 2011[3]
- Championnat d'Europe des moins de 20 ans
  - Vainqueur : 2012.
- Ligue européenne
  - Finaliste : 2015.

### Clubs
- Supercoupe de Turquie
  - Finaliste : 2017.
- Coupe de Turquie
  - Finaliste : 2019.

### Distinctions individuelles
- Championnat du monde de volley-ball féminin des moins de 18 ans 2011: Meilleure serveuse et MVP[3]
- Championnat d'Europe féminin de volley-ball des moins de 20 ans 2012: MVP.